# Kouign amman

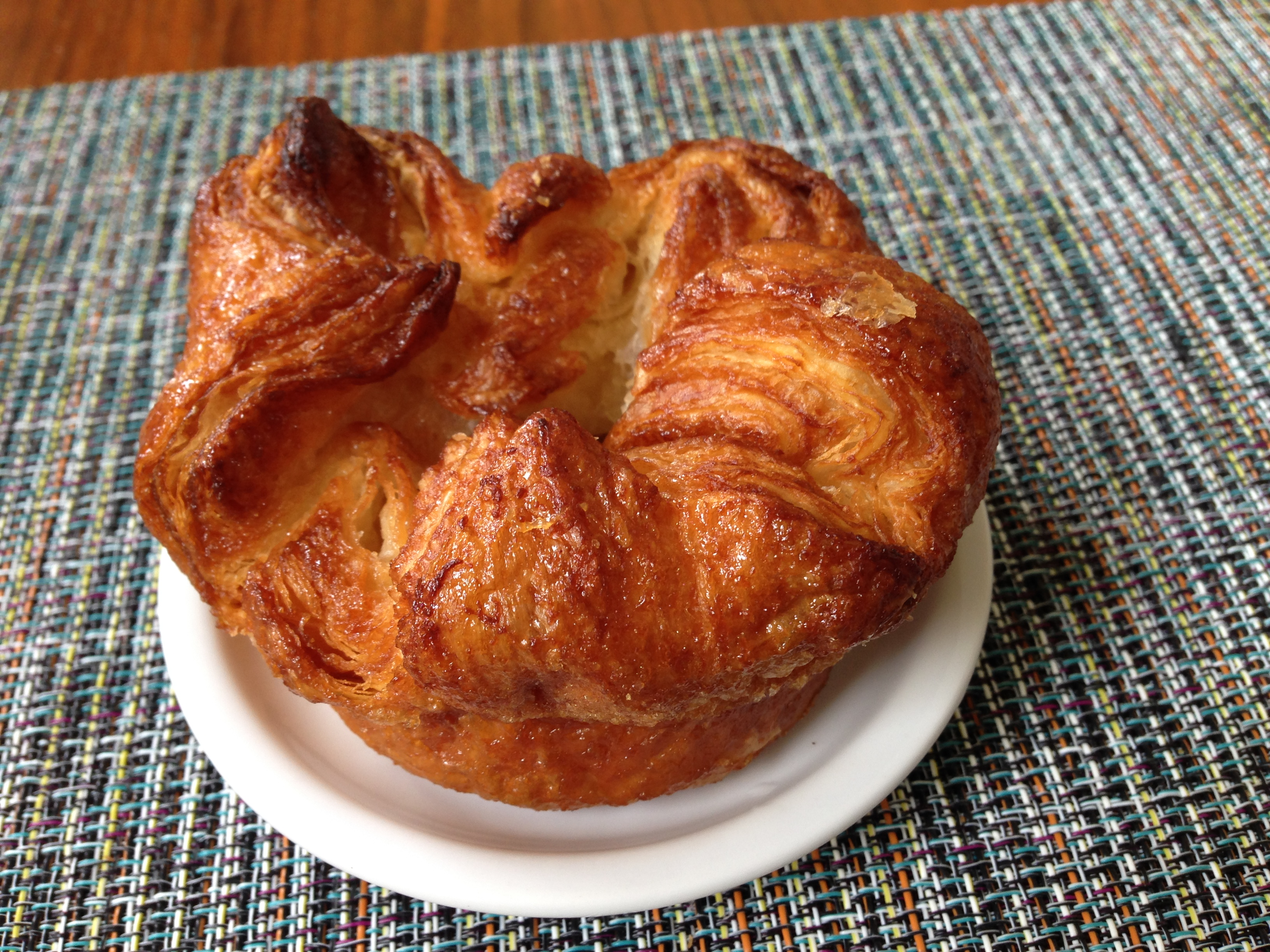
Pastís individual

Kouign-amann és un pastís bretó, dolç i rodó, fet originalment amb massa de pa (en ocasions amb massa vienesa), que conté capes de mantega i sucre, de manera similar a la pasta de full, tot i que amb menys capes. Es cou lentament fins que el sucre es caramel·litza i la mantega (de fet, el vapor de l'aigua de la mantega) expandeix la massa, donant lloc a la seva estructura en capes. Una versió més petita, la kouignette, és similar a un croissant caramel·litzat amb forma de magdalena.
Hi ha una especialitat de la ciutat de Douarnenez a Finisterre, Bretanya, on es va originar al voltant de 1860, que s'atribueix a Yves-René Scordia (1828–1878). El nom prové de les paraules bretones per a "pastís" (kouign) i "mantega" (amann), i el 2011 el New York Times el va descriure com "el pastís més greixós de tota Europa".

## Recepta
La recepta original de Douarnenez requereix una proporció del 40% de massa de pa, el 30% de mantega i el 30% de sucre. Tradicionalment, el kouign-amann es cou com un pastís gran i se serveix a porcions.

## Popularitat
El kouign-amann ha estat un pastís bàsic en moltes fleques japoneses després de popularitzar-se a finals dels anys noranta.
El 2014, en l'episodi 7 de la temporada 5 de The Great British Bake Off de la BBC apareix el kouign-amann. El 2015, fleques destacades de la ciutat de Nova York, Washington DC, Boston, Salt Lake City, i San Francisco van començar a vendre aquest pastís. A Denver, diverses fleques ofereixen varietats; algunes escurcen el nom. La creació del kouign-amann també va aparèixer a Great Continental Rail Journeys de Michael Portillo a la BBC TV (temporada 8, episodi 17, 31 de març de 2025).